# Gyrodon merulioides
 (août 2017).
Espèce
Synonymes
Boletinellus merulioides (Schwein.) Murrill, 1909

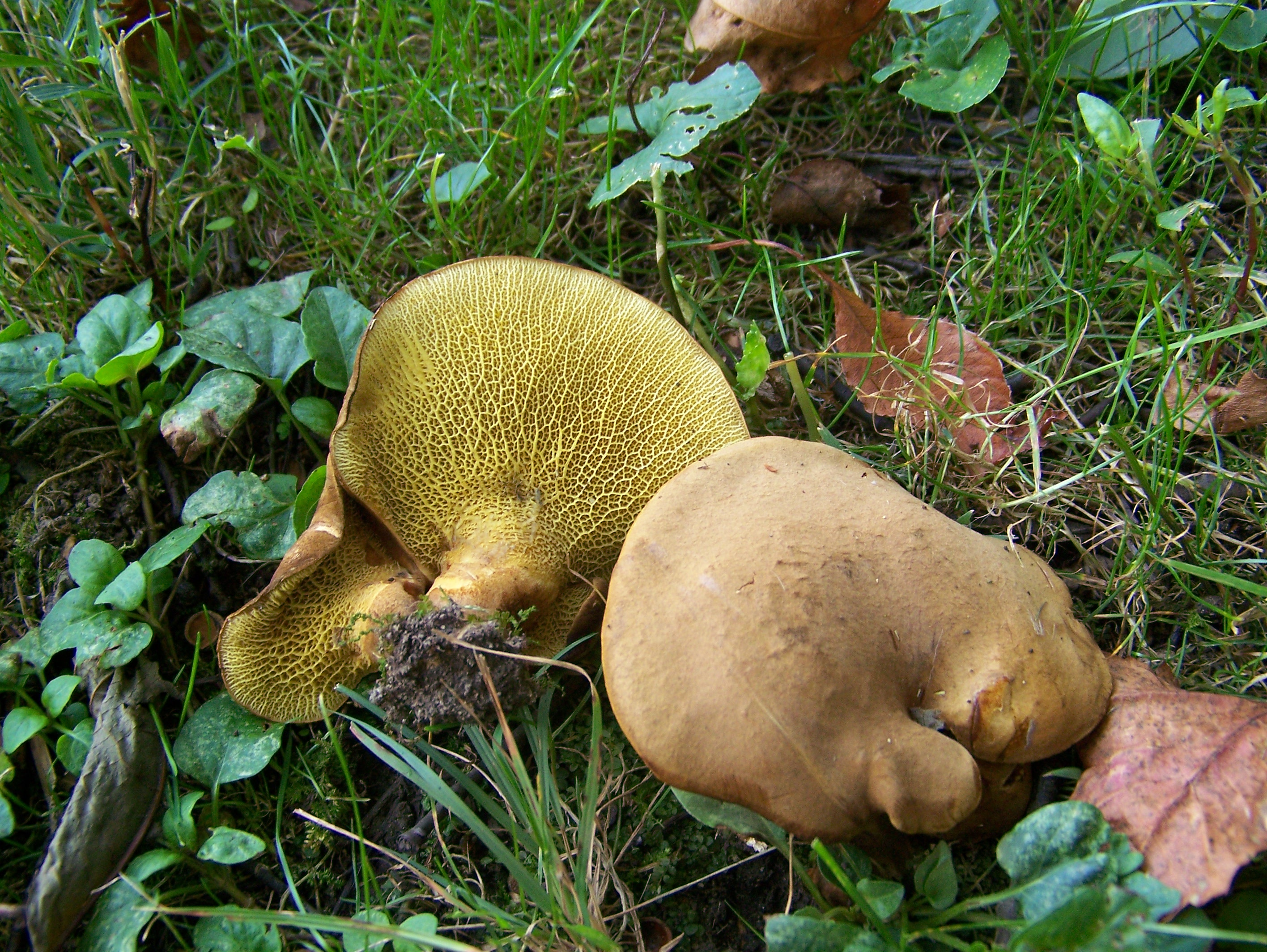
Boletinellus merulioides, Westmoreland County, PA, États-Unis

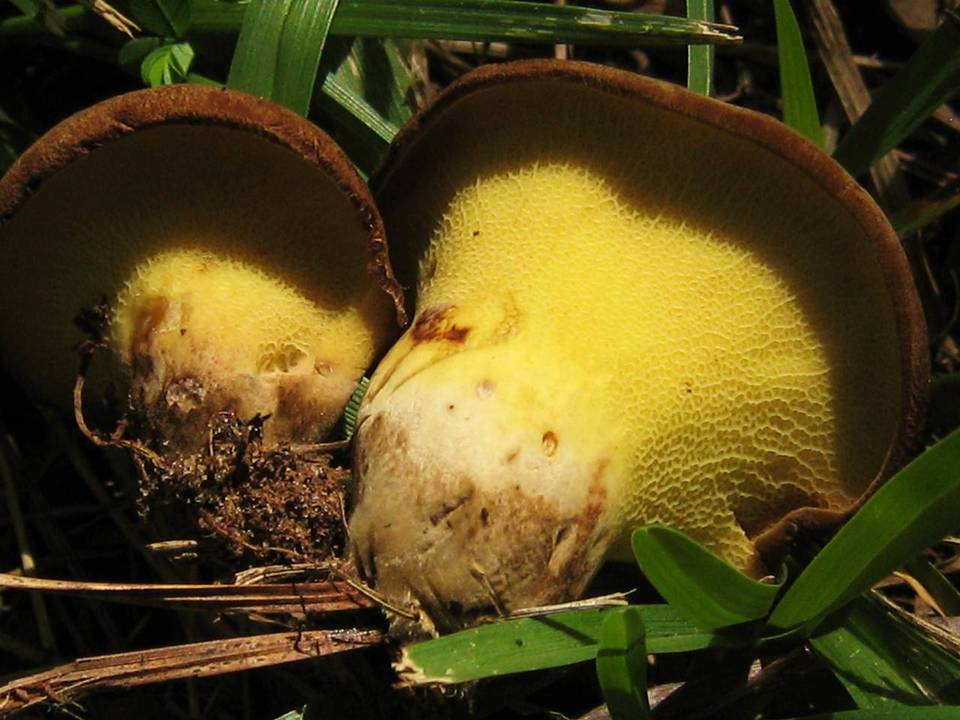
Boletinellus merulioides, hymenium

Gyrodon merulioides ou  Boletinellus merulioides, de son nom vernaculaire le Bolet veiné est un champignon basidiomycètes de la famille respectivement des Paxillaceae ou des Boletinellaceae. 
Ce bolet, qui est un ancêtre commun[Quoi ?] du genre Boletus[réf. nécessaire], a une particularité surprenante : il se nourrit du suc des pucerons du frêne, sans mycorhize avec l'arbre de son habitat. Côte Est des États-Unis et du Canada. 

## Taxinomie

### Nom binomial accepté
Boletinellus merulioides (Schw.) Murrill 1909[réf. incomplète].[réf. nécessaire]

### Synonymes
- Daedalea merulioides Schwein. (1832)
- Gyrodon merulioides

## Description du sporophore
L'hyménophore, de 3-15 cm de diamètre, est convexe puis étalé à concave, 
Cuticule sèche à viscidule, glabre ou presque, brun rougeâtre, brun jaunâtre ou brun olivâtre.
Marge incurvée puis souvent ondulée, avec bande étroite de tissu stérile.
Hyménium : L'hyménium est jaune à jaune olivacé, immuable ou devenant lentement bleu-vert au froissement
La chair est jaunâtre, immuable ou devenant lentement bleu-vert à la coupe, surtout au-dessus de la couche de tubes, à odeur et saveur indistinctes. 
Les pores sont anguleux et interveinés, réticulés, bolétinoïdes, parfois sublamellés, très larges, 1 mm ou plus de largeur. La Couche de tubes est décurrente, concolore à la face poroïde, 0,3-0,6 cm de longueur
Basidiome : Le basidiome produit de nombreux sclérotes, caractère inhabituel chez les bolets. Ces sclérotes sont petits, typiquement 2-3 mm de diam., globuleux à ellipsoïdes, noirs à brun foncé et ont un cortex dur. 
Stipe : Le stipe (pied), de 2-6 x 1-2,5 cm, est souvent excentré à latéral, subégal, souvent courbe, plein, jaune vers l'apex, brun vers la base. Il ne présente pas de voile partiel.
Sporée : La sporée est brun olivacé

## Habitat
dispersé, grégaire ou souvent en troupes nombreuses; sous frênes, dans les forêts ou sur les pelouses; très commun. dans l'Est de l'Amérique du Nord[style à revoir]

## Biologie spécifique
L'écologie de ce bolet est particulièrement étonnante. Puisqu'il pousse presque exclusivement sous frênes, on supposerait que ce bolet et l'arbre soient en relation ectomycohizique. Le frêne, cependant, ne forme pas ce type de mycorhize et la présence du bolet à son voisinage est due à la relation entre le basidiome et un parasite aphidien qui vit seulement sur le frêne. 
L'aphide, qui se nourrit sur les racines d'arbre, se réfugie dans le sclérote mycélien creux formé par le bolet dans le sol ou relié au système racinaire du frêne. Les aphides sécrètent un sucre unique miellé et d'autres nutriments desquels les basidiomes peuvent se nourrir en retour. C'est un arrangement assez agréable pour les aphides et les basidiomes qui ne procure aucun bénéfice connu à l'arbre qui supporte l'aphide et ainsi, indirectement, au bolet.

## Classification phylogénétique
Sous-ordre des Sclerodermatineae, un des sous-ordre des Boletales pour Boletinellus merulioides

## Saison
fin juin à septembre[Quoi ?]

## Comestibilité
non recommandé[réf. nécessaire]